# Infiniti Q30
La Infiniti Q30 è una due volumi compatta costruita dalla casa automobilistica giapponese Infiniti dal 2015 al 2019.
Il veicolo è stato presentato al salone di Francoforte nel settembre 2015 e prodotta nello stabilimento britannico della Nissan a Sunderland dal dicembre 2015 a luglio 2019.

## Profilo

### Q30 Concept (2013)

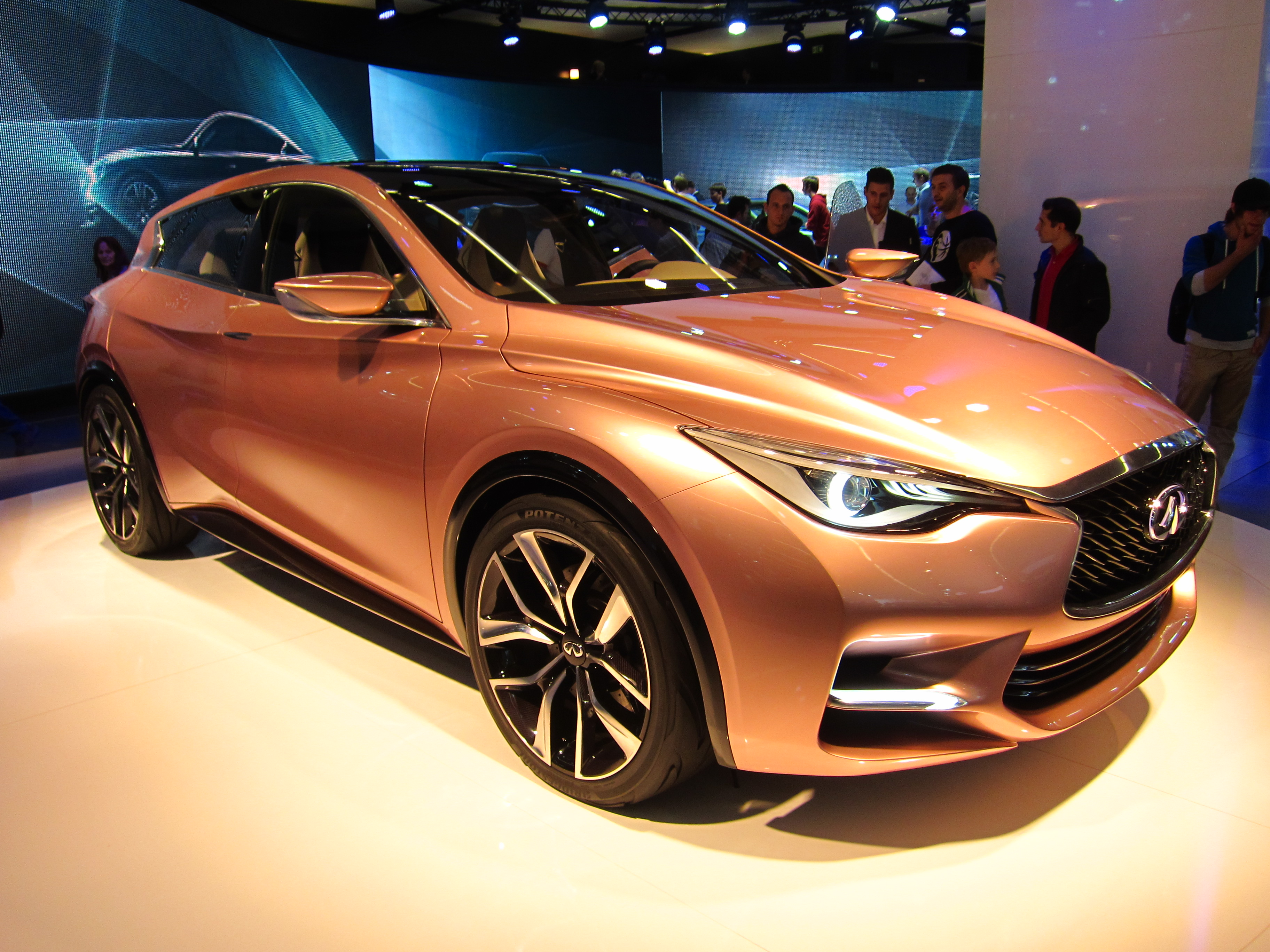
Infiniti Q30 Concept

La Q30 è stata anticipata da una concept car, presentata nel 2013 al salone dell'automobile di Francoforte.

### Descrizione e contesto

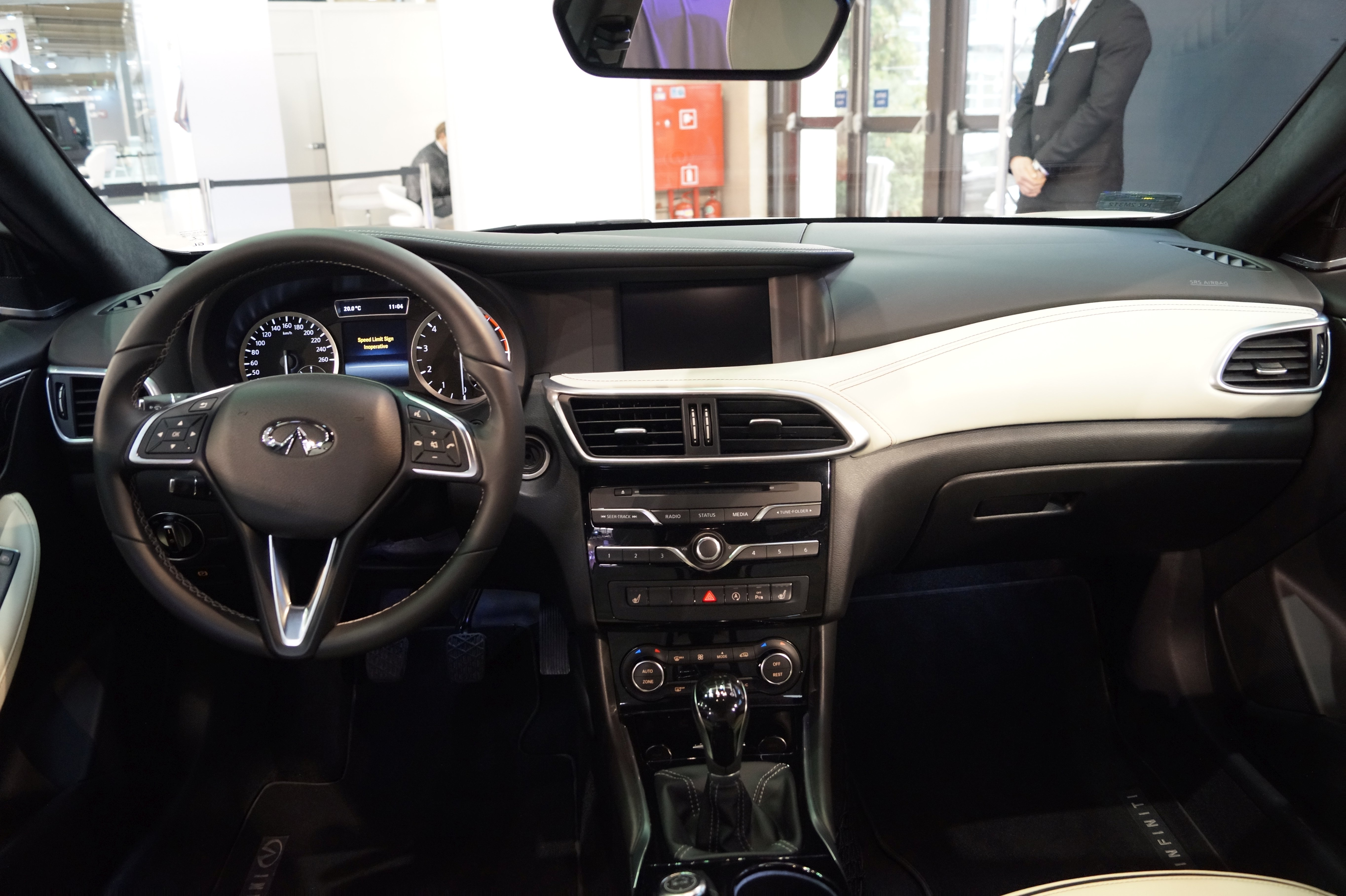
Abitacolo di una Infiniti Q30

La Infiniti Q30 è una berlina compatta a 5 porte con il portellone, costruita e venduta dal marchio di lusso della Nissan, la Infiniti, a partire dal 2016; è una cosiddetta "due volumi premium", ideata per rivaleggiare con Audi A3, BMW Serie 1 e Alfa Romeo Giulietta.
La collaborazione tra il gruppo Renault-Nissan con la Mercedes-Benz ha dato vita a questo progetto, che è basato sulla medesima piattaforma e meccanica della Mercedes-Benz Classe A (W176) e della Mercedes GLA. I motori benzina e diesel sono forniti sia dalla Renault (il 1.5d), sia dalla Mercedes-Benz (il 2.2d) e sono in comune con la terza generazione della Classe A.
Gli interni, come il cruscotto e la parte inferiore della console sono condivisi in gran parte con la Classe A su cui è basata, ma il design di alcuni elementi è diverso nel layout e nei materiali. Inoltre la Q30 utilizza il sistema di infotainment proprietario chiamato Infiniti InTouch.
Al salone di Los Angeles nel novembre 2015 è stata presentata la Infiniti QX30, la versione SUV della Q30. Essa è una versione rialzata della compatta nipponica con un'altezza totale di 153 cm e con varie protezioni e codolini in plastica grezza che circondano la parte inferiore della carrozzeria. La produzione è stata interrotta nel luglio 2019 per il ritiro da parte della casa automobilistica dal mercato europeo.